# Головгідробуд
Головне управління таборів гідротехнічного будівництва (Головгідробуд) НКВС/МВС СРСР — главк, створений 13 вересня 1940 на базі гідротехнічного відділу ГУЛАГу, розформований 1 листопада 1941 через війну, організований знову в листопаді 1947 року (постанова Ради Міністрів СРСР №3612 від 20 жовтня 1947).
До складу Головгідробуду входили: 
- Управління пошукових робіт і проєктування гідроспоруд,
- Управління гідромеханізації,
- Управління будівництва Опокського гідровузла,
- Управління Північної водопровідної станції,
- Управління будівництва Широківської гідроелектростанції,
- Кур'янівське відділення аерації.

Окреме місце в списку будівництв Головгідробуду в перший етап його існування займали спецбудівництва. Це були секретні будівництва, всі документи, пов'язані з цими об'єктами, йшли під грифом «цілком таємно». У загальних зведеннях по ГУЛАГу такі будівництва замість назв позначалися номерами. В основному це були об'єкти, пов'язані з військовим будівництвом, атомним проєктом і різні секретні будівництва.
У 1940 році Головгідробуд продовжив розпочату в 1937 році будівництво військово-морської бази в Лузькій губі (будівництво №200), проводив роботи з поглиблення дна в нижній течії Амура та Амурському лимані й будував порт в бухті Находка (будівництво №213). Ці будівництва були закриті або припинені через війну.
Будівельне управління Волгобуд, також передане Головгідробуду з моменту утворення главку, було найбільшим в його структурі. Чисельність ув'язнених, підпорядкованих Волгобуду, досягала майже ста тисяч осіб. Основні роботи з будівництва Рибінського й Углицького гідровузлів були закінчені в 1941 році. Під час війни проводилися роботи з монтажу гідроагрегатів.

## Історія
- У 1948 до складу Головгідробуду увійшли Управління будівництва Волго-Донського водного шляху і Управління будівництва Волго-Балтійського водного шляху[1].
- У 1949 Головгідробуд отримав назву Головного управління будівництва Волго-Донського водного шляху (рос. Главгидроволгодонстрой) МВС СРСР.
- У зв'язку із завершенням будівництва Волго-Донського каналу Главгидроволгодонстрой був за наказом МВС СРСР від 3 червня 1952 перейменований в Головне управління будівництва Волго-Балтійського водного шляху (рос. Главгидроволгобалтстрой) МВС СРСР.
- 10 березня 1953 Главгидроволгобалтстрой був переданий до Міністерства морського і річкового флоту СРСР, а 24 березня 1953 постановою Ради Міністрів СРСР будівництво каналу було законсервовано.

### ПідпорядкованіВТТ
Спочатку в новому складі ГУЛГТС був тільки Широковський ВТТ і Череповецкий табір для військовополонених, але вже в лютому 1948 року в системі главку були також організовані Витегорський, Кур'янівський і Марковський табори. Загальна чисельність контингенту тут виросла від 3,5 тисячі осіб в початку 1948 року до 45,8 тисячі - у грудні.
Наказом МВС №0122 від 20 лютого 1951 року в структуру ГУЛГТС «з метою прискорення будівництва Волго-Балтійського водного шляху» був доданий також Шекснінський ВТТ на 4,5 тисячі ув'язнених. Контингент табору вів роботи з розширення русла каналу на ділянці від озера Біле до Рибінського водосховища. Після смерті Сталіна цей ВТТ було ліквідовано.